# Проктит
Проктит (от греч. πρωκτός — задний проход, прямая кишка) — представляет собой воспаление слизистой оболочки прямой кишки.
При вовлечении в процесс сигмовидной кишки —  проктосигмоидит. Ограниченные воспаления в области заднего прохода называются соответственно: криптит, папиллит, сфинктерит, анусит.
Является следствием нелеченного острого заболевания либо имеет специфическую природу — туберкулёзную, сифилитическую, гонорейную, вследствие глистной инвазии и др. Клинически проявляется периодически возникающим чувством дискомфорта в прямой кишке, ощущением неполного опорожнения, периодическими обострениями, сопровождающимися учащением стула с примесью слизи и иногда крови, болезненными позывами на дефекацию. Хронические воспалительные процессы могут приводить к развитию язв на слизистой оболочке прямой кишки, образованию свищей.